# Geschichte der Medizin
Die Geschichte der Medizin umfasst die historischen Entwicklungen der Heilkunde, einschließlich der Biografien von Personen, die Einfluss auf die Medizin ihrer Zeit ausübten.
Als Synonyma sind Medizinhistorie und Medizingeschichte weniger gebräuchlich.

## Prähistorische Medizin
Die Erforschung der medizinischen Praktiken der schriftlosen Völker der Steinzeit (mit einer ursprünglich rein auf Empirie beruhenden, auch „primitive Medizin“ genannten, prähistorischen Medizin als Heilkunde und Krankheitslehre zwischen 18.000 und 4000 v. Chr.) ist ein Gegenstand der Paläopathologie.
Als Ursache von Krankheiten und Schmerzen wurde ursprünglich, ausgehend von präanimistischen Vorstellungen (Entfernung von eingedrungenen Fremdkörpern durch Austreibemittel und Bekämpfung natürlicher Emanationen durch heilkundige Frauen und Männer) und dann in animistischer Weltanschauung (mit Personifikation des Fremdkörpers als Krankheitsdämon, und vorgestellt als Besessenheit) vermutlich das Wirken von Dämonen angesehen, vor dem der Mensch sich etwa durch Armringe, Hauttätowierungen oder Amuletten versuchte zu schützen. Als Spenderin des Lebens oblag dann wohl vor allem der Frau als Heilerin, Priesterin oder Zauberin die Bekämpfung der Dämonen bzw. Vertreibung böser Geister mittels beschwörender Worte und magisch wirkender Tränke. Später übernahmen dann auch Medizinmänner, Schamanen und männliche Zauberer diese Aufgaben. Mit Einfluss einer dogmatischen Religion in späteren Kulturstufen erfolgte die Krankheitsdeutung auch als Strafe oder Prüfung eines Gottes und die Heilhandlung (im Sinne einer auf theurgischer Pathologie beruhenden theurgischen Medizin) als Kulthandlung durch Priesterärzte.

## Medizin im Alten Orient und im Alten Ägypten
Die Medizingeschichte im engeren Sinn beginnt mit dem Vorhandensein von Textzeugnissen. Aus dem Alten Orient sind von Sumerern, Babyloniern und Assyrern die ältesten Schriften zu Arznei- und Zaubermitteln, aber auch rechtliche Regelungen für den Arztberuf bekannt (Gesetzeskodex des Hammurabi). Die Behauptung Herodots, dass die Babylonier ihre Kranken einfach auf dem Marktplatze ablegen und jeder Vorübergehende Hinweise zur Gesundung mitteile, kann dadurch widerlegt werden. Wie bei den meisten älteren Krankheitskonzepten gingen auch die Menschen im Alten Orient von einer Krankheitsverursachung durch böse Dämonen und strafende Götter aus. Bei ihren Therapieformen lag ein großes Gewicht auf der Wiederherstellung der kultischen Reinheit.
Aus dem Alten Ägypten sind ähnliche Textzeugnisse erhalten. Ein Spezialgebiet der Medizin im Alten Ägypten ist die Praxis der Mumifizierung, die erhebliche medizinische und konservatorische Kenntnisse erforderte. In Ägypten existierte bereits ein ausdifferenziertes Spezialistentum unter den Heilern, die teilweise auch in eine ärztliche Beamten-Hierarchie eingegliedert waren.

## Geschichte der europäischen und arabischen Medizin

### Antike

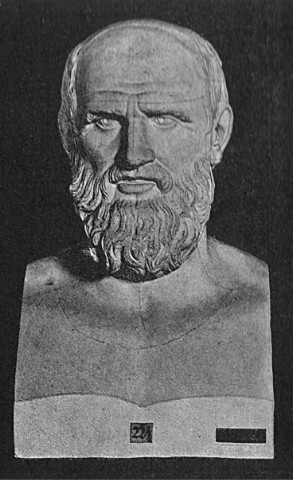
Hippokrates

Im antiken Griechenland lag das Heilen zunächst in den Händen von religiösen Deutungskonzepten und Institutionen (Asklepiosmedizin, Asklepios, Epidauros), als deren älteste Autorität der mythologische Asklepios galt. Allerdings entstand Ende des 5. Jahrhunderts v. Chr. unter dem Einfluss der vorsokratischen Naturphilosophie (Empedokles) die sogenannte rationale Medizin, die eng mit dem Namen des Hippokrates von Kos verknüpft wird. Im 5. Jahrhundert v. Chr. versuchte sich die Medizin zudem von der Philosophie abzugrenzen. Dabei wurde der Körper beobachtet und mit Einflussnahme auf seine Zusammensetzung (Anfänge der Humoralpathologie) versucht, seine Selbstheilung zu unterstützen.
Im Hellenismus entstand in Alexandria ein großes Zentrum für medizinische Ausbildung und Forschung, wo sich verschiedene Gruppen und Theorien herausbildeten. Große antike Entdeckungen wurden hauptsächlich in dieser Zeit gemacht, da im dortigen offenen Klima selbst Sektionen an Menschen und Tieren möglich waren. Ab dem 4. Jahrhundert v. Chr. gewannen die Philosophie und Naturlehre des Aristoteles, daneben die des Platon, großen Einfluss auf die Entwicklung der Medizin. Zu den bedeutenden Ärzte dieser Zeit gehörte Diokles von Karystos.
Nach Rom kam die griechische Medizin erst spät, aber sie setzte sich trotz der Vorbehalte ehrwürdiger Römer wie z. B. Catos des Älteren durch. Auch die griechischen Heilkulte erfuhren Adaption (Aesculapius). Das medizinische Personal vom Sklaven bis zum hochgebildeten Privatarzt war meist griechischer Herkunft.
Für die Etablierung der griechischen Medizin im Römischen Reich war Aulus Cornelius Celsus († um 50 n. Chr.) von Bedeutung, er verfasste eine achtbändige, auch laienmedizinische und über die Kenntnisse der Hippokratiker hinausgehende Elemente (etwa bezüglich der Blutstillung) enthaltende, medizinische Enzyklopädie, die bis in die Neuzeit als Standardwerk der Medizin benutzt wurde. Der in Rom wirkende Arzt Galenos von Pergamon († um 200 n. Chr.) verstand sich als Hippokratiker, vertrat aber eine eigene Lehre. Er baute die Humoralpathologie („Säftelehre“) des Hippokrates zu einer Temperamentenlehre aus, die als grundlegendes Krankheitskonzept bis ins 19. Jahrhundert von Bedeutung blieb.
In der Spätantike nach Galen und in byzantinischer Zeit wurde das bis dahin erworbene Wissen hauptsächlich gesammelt und tradiert. Die medizinischen Schriftsteller des oströmischen Reichs bis 1453 (Eroberung Konstantinopels durch die Türken) fassten hauptsächlich ältere Schriftsteller in Enzyklopädien zusammen und ordneten deren Wissen thematisch in Sammelwerken. Nur wenig Neues wurde den Schriften hinzugefügt. In der Tradition des Erhalts der bewunderten Kulturgüter der heidnischen Antike versuchte man, die Medizin von christlichen Einflüssen frei zu halten. Den Beginn machte Oreibasios, Leibarzt des Kaisers Julian, der im 4. Jahrhundert n. Chr. das erste medizinische Sammelwerk in 70 Bänden verfasste.
Die bis etwa 400 n. Chr. praktizierte Medizin der altgermanischen Heilkunde und der europäischen Volksmedizin beruhte wie bei anderen Kulturvölkern der Alten Welt im Wesentlichen auf Beobachtung. Es existierten zum einen heilkundige „Empiriker“ wie Tierzüchter und Hirten, zum anderen eine kultische Medizin betreibende Priesterschaft.

### Mittelalter
Die arabische Medizin baute direkt auf den antiken Vorläufern auf. Die griechischen und lateinischen Texte wurden teils im Original tradiert, teils ins Arabische übersetzt. Im arabischen Raum erfuhr die Antike Medizin noch einmal eine Blüte, da arabische bzw. arabischsprachige orientalische Mediziner auf ihr aufbauend auch zu Erkenntnissen kamen, die seit den Kreuzzügen im 11. Jahrhundert durch rückkehrende Kreuzfahrer auch im Abendland eine verstärkte, über die christlich geprägten Nachbarregionen der Iberischen Halbinsel und Süditaliens hinausgehende, Verbreitung fanden. Die Araber entwickelten Spezialistentum und z. B. auch Krankenhäuser von einer Qualität, wie sie im Westen erst im 19. Jahrhundert wiederzufinden waren. Ein Teil des heute vorhandenen Wissens über die griechische Medizin wurde auf Arabisch festgehalten und später wieder ins Griechische übersetzt. Einer der bedeutendsten Ärzte dieser Zeit war der Perser Avicenna, seine Schrift Qanun galt seit dem 12. Jahrhundert als ein Standardwerk der Medizin. Ebenfalls von Bedeutung war der auch aus Persien stammende Rhazes, der einer der ersten Vertreter einer auf Experimenten beruhenden Medizin war.
Während die byzantinischen und arabischen Mediziner das antike Erbe bewahrten, war die Medizin des westlichen Mittelalters recht unberührt von allen Erkenntnissen, die es zuvor einmal gegeben hatte. Nur wenige lateinische Schriften aus dem Altertum hatten überlebt, das Griechische ging verloren. Lediglich klösterliche Heilkräuterkunde wurde betrieben, sodass man diesen Abschnitt als Klostermedizin zusammenfassen kann (dabei herausragend Hildegard von Bingen). Erst ab dem 13. Jahrhundert kamen über Spanien und die Mauren Einflüsse der hoch entwickelten arabischen Medizin nach Mittel- und Westeuropa. Über Italien und die dortigen Handelskontakte nach Byzanz/Konstantinopel wurden die griechischen Texte wieder zugänglich. Wesentlichen Anteil an der Einbringung des griechisch-arabischen Medizinwissens in die westliche Welt hatte die Schule von Salerno, die als eine der ersten medizinischen Hochschulen Europas gilt. Später entstand auch an der Universität Ferrara eine bedeutende Medizinschule.

### Frühe Neuzeit
Nach anfänglichen Verschmelzungen von Empirie und naturwissenschaftlicher Theorie um 450 bis 300 v. Chr. ist die erste naturwissenschaftliche Periode der modernen Medizin etwa die Zeit von 1500 bis 1700. Nachdem man über Jahrhunderte hinweg gemäß der scholastischen Methode lediglich die alten Autoritäten Galen, Celsus, Avicenna, Rhazes und Hippokrates gelesen hatte, gewannen ab dem 15. und 16. Jahrhundert eigene Erkenntnisse und Untersuchungen an Gewicht. Eigene Beobachtungen und Experimente stellten die Autoritäten kritisch (etwa nach dem Vorbild von Texteditionen von Niccolo Leoniceno, Thomas Linacre, Johann Winther von Andernach, Johannes Hagenbut und Anuce Foës) in Frage und führten zu neuen Entdeckungen besonders in der Anatomie und Physiologie. Mit Vesalius wurde es zunehmend üblich, dass die Anatomen im anatomischen Unterricht die Sektionen selbst durchführten und die manuelle Arbeit nicht mehr einem Handwerkschirurgen überließen, während sie gelehrte anatomische Texte von Galen, Mondino oder anderen Autoritäten vortrugen.
Ab dem 16. Jahrhundert gab es auch erste Versuche, die gelehrten Ärzte einer Stadt in sogenannten Collegia medica zu organisieren, mit dem Ziel, sich besser gegen die Vertreter anderer, teilweise in Zünften organisierter Heilberufe (Bader, Chirurgen) und gegen die Hebammen und Laienheiler aller Art durchzusetzen, die den Heilermarkt dominierten.

### Barockmedizin

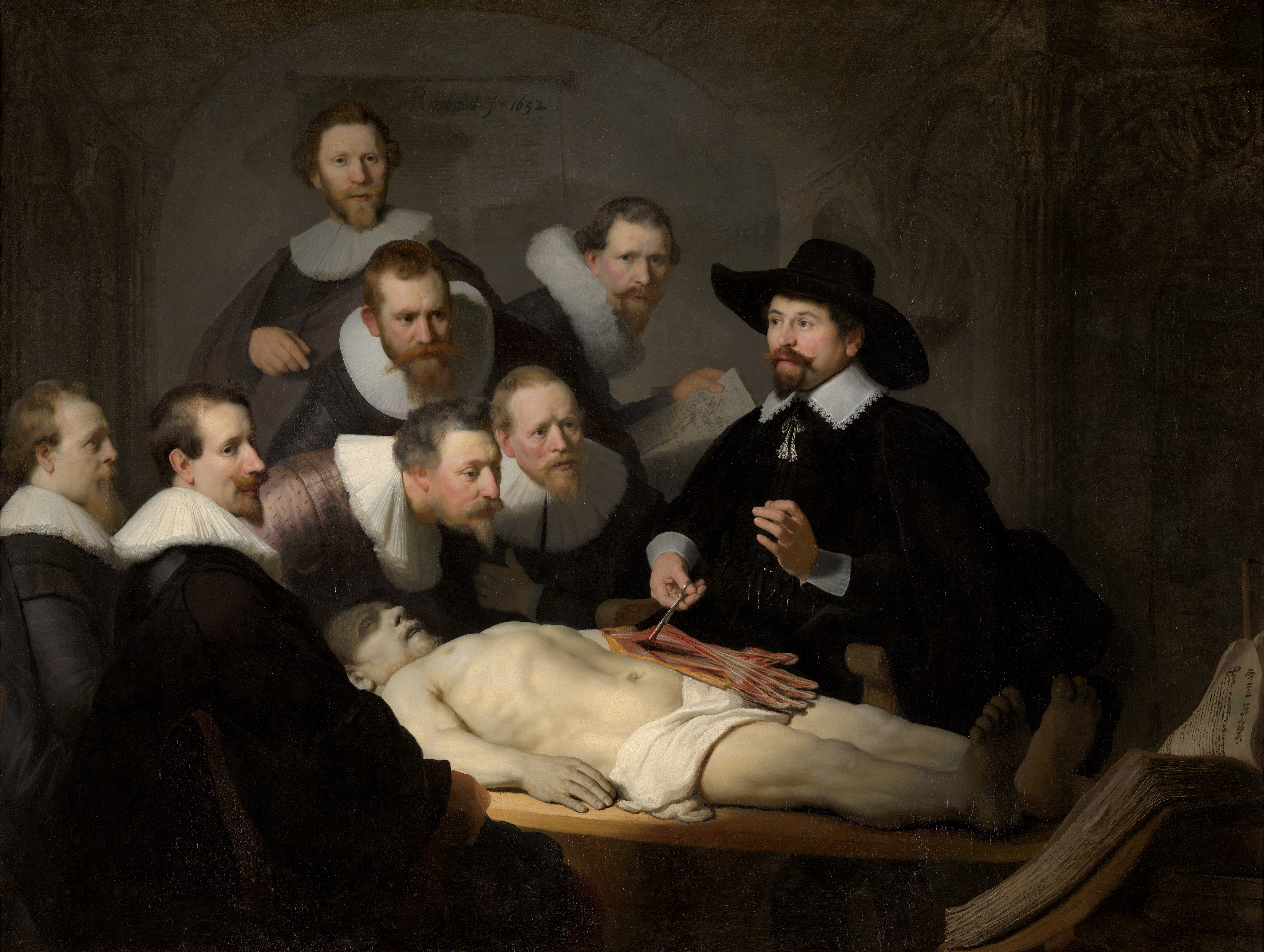
Rembrandt (1632): Die Anatomie-Vorlesung des Dr. Nicolas Tulp

Das Barock entwickelte sich aus der Renaissance etwa ab der Mitte des 16. Jahrhunderts. Unter Barockmedizin versteht man die Medizin im 17. und beginnenden 18. Jahrhundert, die unter anderem durch einen neuen Umgang mit den Autoritäten gekennzeichnet ist und in der sich eine wachsende Vielfalt von medizinischen Theorien und Systemen herausbildete. Zwar blieben wesentliche Elemente der Humoralpathologie noch bis ins 19. Jahrhundert sehr wirkmächtig und bildeten insbesondere in Laienkreisen weiterhin die Grundlage von Körper- und Krankheitsvorstellungen. In der gelehrten Medizin traten aber neue Sichtweisen hinzu, wie der Cartesianismus, die Iatrochemie, die Schule von Georg Ernst Stahl und, im 18. Jahrhundert, der Vitalismus.
Zu den bedeutenden deutschsprachigen Wundärzten gehörte Wilhelm Fabry. Im 17. und 18. Jahrhundert war Frankreich in der Chirurgie – etwa mit Jean Méry (1645–1722), Pierre Dionis (1643–1718) und Jacques de Beaulieu – und in der Geburtshilfe, vertreten zum Beispiel durch François Mauriceau, Paul Portal (um 1650 bis 1703) und Guillaume Mauquest de La Motte (1655–1737), führend.
Im 18. Jahrhundert konnte die universitäre Medizin ihre gesellschaftliche Stellung weiter ausbauen. Durch Aufklärung und Absolutismus wurde der Staat und seine möglichst hohe Bevölkerungszahl zum Thema der Wissenschaft, besonders auch der Medizin (Medicinische Policey). In diesem Zusammenhang konnte der Einfluss der universitären Medizin weiter steigen und erfolgreich andere Berufsgruppen ersetzen. Hierzu gehört z. B. die Geburtshilfe, in der die Hebammen in den größeren Städten allmählich von den Ärzten verdrängt wurden. Die Chirurgie und Zahnheilkunde wurden langsam den Badern und Barbieren und den fahrenden Heilern entzogen und verwissenschaftlicht.
Für die Heilkunde bedeutsame Vertreter dieser Epoche der Belebung der Naturwissenschaften waren auch Nichtmediziner wie Francis Bacon, René Descartes, Stephen Hales und Antoni van Leeuwenhoek.
Bedeutende Anatomen im Zeitalter des Vitalismus waren unter anderem Bernhard Siegfried Albinus, Pieter Camper, Joseph Lieutaud, William Hunter, John Hunter, Samuel Thomas Sömmering, Heinrich August Wrisberg und Johann Friedrich Meckel (der Ältere).

### Romantische Medizin
Das 18. und auch das beginnende 19. Jahrhundert, als das Denken der Ärzte stark unter dem Einfluss der Philosophie stand, der von Leibniz ausgehend in der Naturphilosophie der Romantik endete, waren für verschiedenste medizinische Systeme offen. Neue Erkenntnisse (z. B. die Entdeckung der Nerven) und darauf folgende theoretische Deutungssysteme (z. B. Brownianismus, animalischer Magnetismus) waren in einer Vielzahl vorhanden. Als Gemeinsames kann man die Idee von einer allgemeinen Lebenskraft nennen. Gegen Ende des 18. Jahrhunderts, im geistigen Kontext der Romantik und des Deutschen Idealismus, entstand in Deutschland vorübergehend auch eine romantische Medizin. Diese Sonderströmung war mit einer gewissen Abkehr vom wissenschaftlichen Prinzip verbunden.

### 19. Jahrhundert
Das 19. Jahrhundert brachte enorme Fortschritte in der Diagnostik, Diagnose und Therapie vieler Krankheiten vor allem durch die Entwicklungen im Bereich der Naturwissenschaften. So wies die Zelltheorie den Weg zur Entwicklung von Histologie und mikroskopischer Pathologie. Der Pathologe Rudolf Virchow wurde durch seine Lehre, wonach die Zelle der Ort der Erkrankung sei, Vorreiter einer bis heute in der wissenschaftlichen Medizin anerkannten Krankheitstheorie („Zellularpathologie“). Sie löste endgültig die alte Vorstellung von den Körpersäften ab. Ab etwa 1815 bildete sich die Naturhistorische Schule der Medizin, zu der unter anderem die Auffassung von Krankheit als Parasitismus, aber auch die Vorstellung von Sünde als Ursprung von Krankheit und theurgische Therapien sowie die Ganzheitsbetrachtung der Medizin und die stärkere Berücksichtigung von Umwelteinflüssen auf den Menschen gehörten. Im 19. Jahrhundert gab es bedeutende Fortschritte in den biologischen Grundlagen der Medizin; so für die Anatomie auf dem Gebiet der Zellenlehre, der Anwendung der Deszendenztheorie, der vergleichenden Morphologie (etwa durch Thomas Huxley und Carl Gegenbaur) und der Anatomie und neue Erkenntnisse in den biochemischen und biophysikalischen Lebensvorgängen. Die in der Biologie formulierte Evolutionstheorie verstärkte das Interesse an vergleichender Anatomie und Physiologie. Beobachtungen und Experimente im Bereich der Vererbung führten zu ersten Erkenntnissen der Humangenetik.
Die erfolgreiche Bekämpfung des Kindbettfiebers durch Hygienemaßnahmen war Ausgangspunkt einer bedeutsamen Entwicklung der Bakteriologie bzw. Mikrobiologie. Innerhalb weniger Jahrzehnte konnten die Erreger vieler vorher kaum erfolgreich behandelbarer Krankheiten wie Milzbrand, Diphtherie, Tuberkulose, Lepra, Pest, Syphilis und Gonorrhö gefunden werden.
Durch konsequente Anwendung bakteriologischer Erkenntnisse in der Chirurgie (Antisepsis) wurde die durch Wundinfektionen verursachte Sterblichkeit stark reduziert. In der Behandlung von Fieber wurden unter anderem durch neue Antipyretika, vor allem Salizylsäureverbindungen Fortschritte gemacht. Ein weiterer Fortschritt in der Chirurgie war die Wiedereinführung der Narkose. Erst durch die Fortschritte auf diesen beiden Gebieten wurde die Entwicklung der Chirurgie zu einem alle Regionen des Körpers erfassenden Fachgebiet möglich; viele auch heute noch relevante Operationstechniken wurden in der zweiten Hälfte des 19. Jahrhunderts entwickelt. Auch die Einführung der „künstlichen Blutleere“ 1873 durch Friedrich von Esmarch ermöglichte seinerzeit Fortschritte in der Chirurgie.
Zwischen etwa 1858 und 1878 entwickelte sich die europäische Heilkunde zur sogenannten Weltmedizin.
Fortschritte der Physik und Chemie ermöglichten neue Erkenntnisse der Physiologie des Nervensystems, der Verdauung, des Herz-Kreislauf-Systems, des Hormonsystems und weiterer Stoffwechselfunktionen. Die Entdeckung der Röntgenstrahlen (1895) und der Radioaktivität (1898 von Marie Curie) führte bald zu ersten diagnostischen und therapeutischen Anwendungen (Radiologie) und erheblichen Erkenntnisfortschritten. Gleichwohl kursierten zahlreiche Halbwahrheiten und viel Unbewiesenes.
Zum Beispiel hielten zahlreiche Ärzte im 18. und 19. Jahrhundert Masturbation für die Ursache von „jugendlicher Rebellion“ und von Krankheiten wie Epilepsie, „Erweichung von Körper und Geist“, Hysterie und Neurosen.
Anfang des 19. Jahrhunderts wurde in damaligen wissenschaftlichen Zentren Deutschlands wie Leipzig und Königsberg die Psychologie begründet (siehe Geschichte der Psychologie).
1896 verwendete Sigmund Freud zum ersten Mal den Begriff Psychoanalyse. Freuds Arbeit trug dazu bei, sexuelle Themen zu enttabuisieren.
Ab dem 19. Jahrhundert erfolgte eine vermehrte Spezialisierung der medizinischen Teildisziplinen. Vorreiter dieser Entwicklung war die Medizinische Fakultät der Universität Würzburg, wo etwa die Fächer Gynäkologie, Physiologie und Pathologie früh eigenständig geworden sind.

### 20. und 21. Jahrhundert
Um 1900 haben Pathologie, Bakteriologie, Serologie und Immunologie die Verbindung morphologischer und biologisch-funktioneller Forschung in enger Zusammenarbeit mit der Klinik bewiesen und größte Förderung erhalten. Unter anderem durch die Erfahrungen im Ersten Weltkrieg (1914–1918) kam es im 20. Jahrhundert zu Fortschritten etwa auf dem Gebiet der praktischen Medizin und der Pathologie. An der Kaiser-Wilhelm-Akademie in Berlin wurde eine kriegspathologische Sammlung eingerichtet. Doch mit Philosophie und Psychologie errangen auch die Geisteswissenschaften Einfluss auf die Medizin des 20. Jahrhunderts.
- Siehe: Zeittafel medizinischer Fortschritte#20. Jahrhundert
- Siehe: Zeittafel medizinischer Fortschritte#21. Jahrhundert
- Siehe: Medizin im Ersten Weltkrieg
- Siehe: Medizin im Nationalsozialismus

## Geschichte der assoziierten Gesundheitsberufe
Geburtshilfe, Pharmazie und die Krankenpflege haben jahrhundertelang die Geschichte der Medizin mitgeprägt. Erst im 20. Jahrhundert haben sich diese Fachgebiete als eigenständige Disziplinen herausgebildet.